# Lautzerath
Lautzerath ist ein Weiler der Ortsgemeinde Leidenborn im Eifelkreis Bitburg-Prüm in Rheinland-Pfalz.

## Geographische Lage
Lautzerath liegt rund 1,5 km östlich des Hauptortes Leidenborn auf einer Hochebene. Der Weiler ist von einigen landwirtschaftlichen Nutzflächen sowie von Waldbestand im Süden und Westen umgeben. Westlich von Lautzerath fließt der Prümer-Bach. Der Weiler weist die Struktur eines Straßendorfs auf.

## Geschichte
Zur genauen Entstehungsgeschichte des Weilers liegen keine Angaben vor. Der Ortsname verweist jedoch auf eine Entstehung der Siedlung zur Zeit der Spätmittelalterlichen Rodungsphase. Hierbei wurden Waldflächen zum Zwecke der Besiedlung gerodet. Mittlerweile ist der Weiler deutlich angewachsen und weist die Struktur eines Ortsteils auf.

## Kultur und Sehenswürdigkeiten

### Kapelle und Wegekreuze
Im Weiler befindet sich eine Hauskapelle. Zudem gibt es zwei Wegekreuze. Eines befindet sich am Höhenpunkt auf 515 m. Zu diesen liegen allerdings keine nähere Angaben vor.

### Naherholung
In der Region um Leidenborn befinden sich mehrere Wanderwege, die sich thematisch vor allem auf den ehemaligen Westwall konzentrieren. Entlang der sogenannten Höckerlinie verlaufen zahlreiche Wanderrouten mit unterschiedlichen Längen, die zudem mithilfe von Informationstafeln über den Westwall informieren. Gewandert werden kann zudem entlang des Prümer-Baches.

## Wirtschaft und Infrastruktur

### Unternehmen
Im Weiler ist das Geschäft KalsediArt für Meditationsbedarf, Räucherwerk, Schmuck, Heilsteine, Traumfänger, Kartensets, Kerzen, handgemachte Dekoartikel etc. ansässig.
Des Weiteren findet man hier die Zenklausen, ein kleines Meditations- und Seminarzentrum und eine Praxis für Psychologische Beratung, Entspannungs- und Achtsamkeitstraining sowie Qigong.

### Verkehr
Es existiert eine regelmäßige Busverbindung.
Lautzerath ist größtenteils durch eine Gemeindestraße erschlossen. Entlang des südlichen Teils verlaufen die Landesstraßen 14 und 15 von Leidenborn in Richtung Niederüttfeld sowie nach Sengerich.